# José Luis Borbolla
José Luis Borbolla (né le 31 janvier 1920 à Mexico et mort le 11 février 2001) était un joueur et entraîneur de football mexicain.

## Biographie
Il a en tout joué dans les clubs d'Asturias, España et à Marte au Mexique, où il remporte le championnat du Mexique en 1943 avant de partir pour l'Europe en Espagne.
Sur le vieux continent, il joue en tout dans les clubs du Deportivo La Corogne, le Real Madrid CF (premier mexicain à jouer au club) puis à Celta de Vigo. 
Il rentre ensuite au pays pour jouer à Veracruz. Il rejoint ensuite le América où il finit sa carrière pour entraîner le club pour juste une saison. 
En international, il est membre de l'équipe du Mexique qui participe à la coupe du monde 1950, et participe à un seul match, contre la Suisse. Il porte le numéro 1 lors de la compétition.